# Burmazi (Stolac, BiH)
Burmazi su naseljeno mjesto u općini Stolac, Federacija Bosne i Hercegovine, BiH.

## Povijest
Prvi spomen datira u 1305. godinu kada je dubrovačko Veliko vijeće dozvolilo slobodan dolazak u Dubrovnik ljudima »de Brumas«. Spominju se i u mnogim spisima 14. i 15. stoljeća u kojima se spominju trgovački odnosi s Dubrovačkom Republikom.
Nakon potpisivanja Daytonskog mirovnog sporazuma izdvojeno je istoimeno naseljeno mjesto koje je pripalo općini Berkovići koja je ušla u sastav Republike Srpske.

## Stanovništvo

### 1991.
Nacionalni sastav stanovništva 1991. godine, bio je sljedeći::
ukupno: 369
- Hrvati - 170
- Muslimani - 144
- Srbi - 55

### 2013.
Nacionalni sastav stanovništva 2013. godine, bio je sljedeći:
ukupno: 229
- Hrvati - 193
- Bošnjaci - 30

## Znamenitosti
Lokalitet Udora nalazište je srednjovjekovne nekropole s 80 stećaka u obliku ploča, sanduka i sarkofaga. Ukrašeni su bordurama, viticama, rozetama, križevima, arkadama i figuralnim scenama. Orijentirani su u pravcu zapad-istok i sjever-jug, a datirani su u kasni srednji vijek.
Lokalitet Deminov krst nalazište je dva nadgrobna spomenika u obliku križa. Prvi je visine 330, debljine 45 te raspona 137 cm, s pločom dimenzija 230×190×50 cm. Drugi je visine 170, debljine 25 te raspona 94 cm, s pločom dimenzija 200×130×40 cm. Dio su groblja s otprilike 70 grobova ovalnog oblika orijentiranih uglavnom u pravcu istok-zapad. Prema narodnoj predaji u groblju je zakopana vojska Demin kapetana čiji se grob nalazi pod prvim križem. Lokalite je datiran u kasni srednji vijek.